# 皮圣皮埃尔
皮圣皮埃尔（法語：Puy-Saint-Pierre，法語發音：[pɥi sɛ̃ pjɛʁ]）是法国上阿尔卑斯省的一个市镇，属于布里扬松区。

## 地理
皮圣皮埃尔（44°53'27"N, 6°37'26"E）面积7.74 平方千米，位于法国普罗旺斯-阿尔卑斯-蓝色海岸大区上阿尔卑斯省，该省份为法国东南部内陆省份，北起萨瓦省，西北接伊泽尔省，西南接德龙省，南至上普罗旺斯阿尔卑斯省，东北部与意大利接壤。
与皮圣皮埃尔接壤的市镇（或旧市镇、城区）包括：布里扬松、皮圣安德烈、圣沙夫雷。

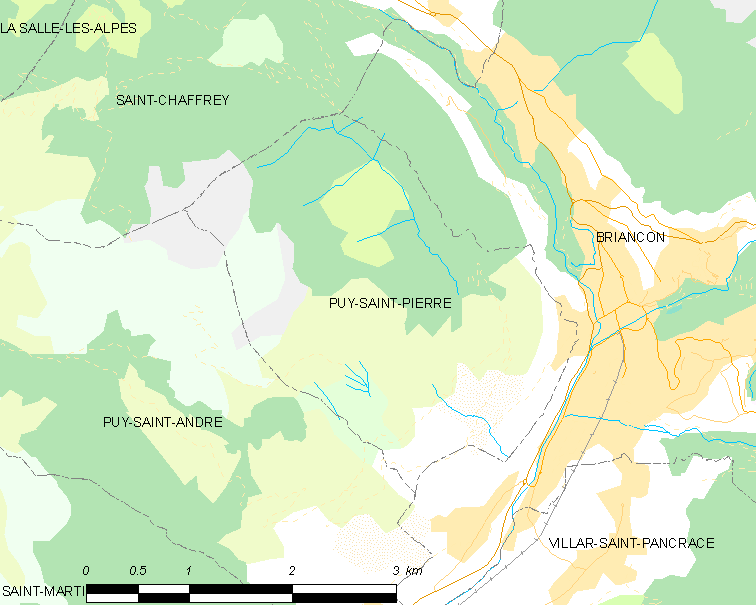
皮圣皮埃尔的OSM定位图

皮圣皮埃尔的时区为UTC+01:00、UTC+02:00（夏令时）。

## 行政
皮圣皮埃尔的邮政编码为05100，INSEE市镇编码为05109。

## 政治
皮圣皮埃尔所属的省级选区为布里扬松第一县。

## 人口

1962-2008年间皮圣皮埃尔人口变化图示

皮圣皮埃尔于2022年1月1日时的人口数量为517人。